# Canthidium nigritum
Canthidium nigritum là một loài bọ cánh cứng trong họ Bọ hung (Scarabaeidae).